# Heinrich von Lützow

Graf Heinrich von Lützow

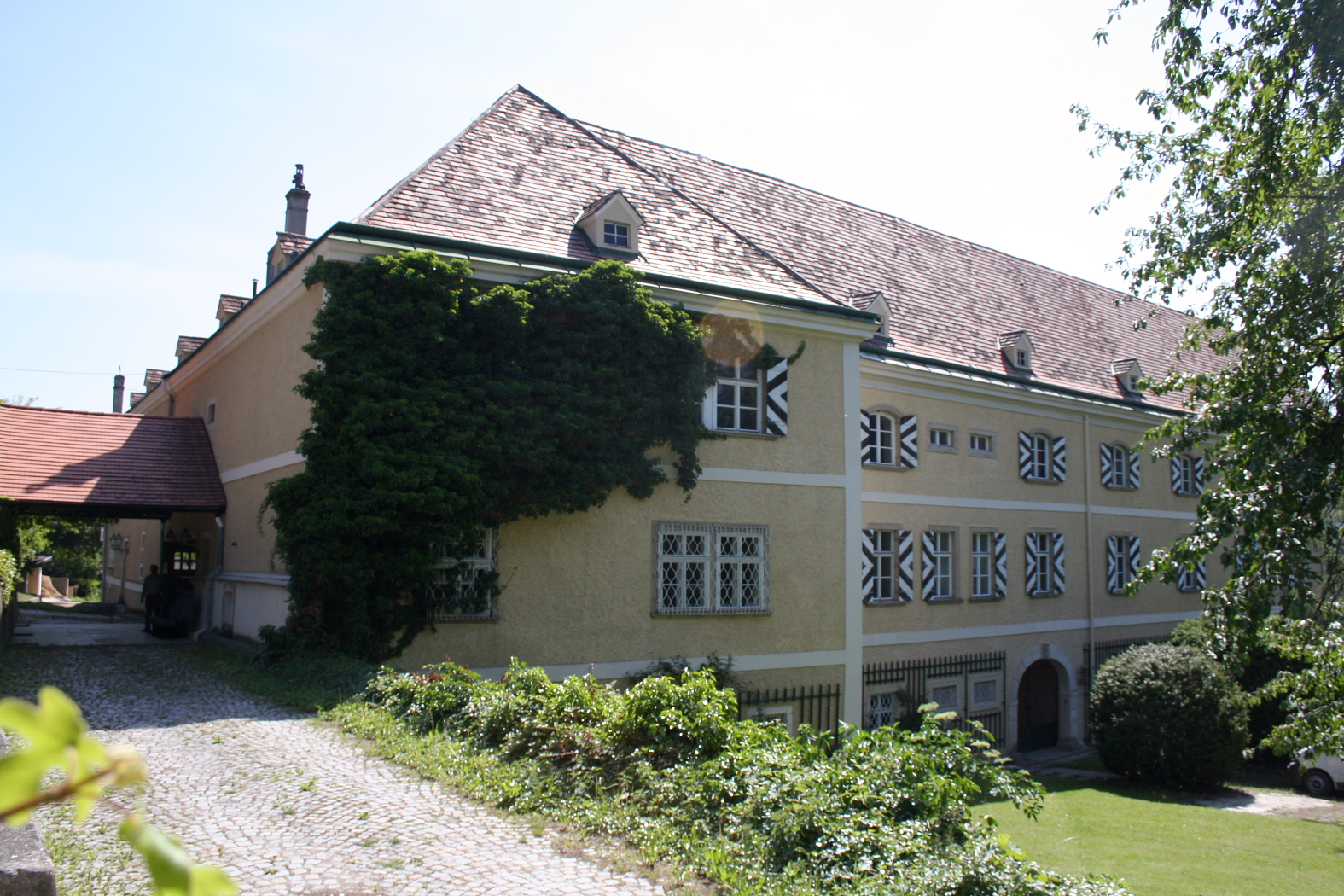
Schloss Strelzhof in Willendorf (Niederösterreich)

Heinrich Joseph Rudolf Gottfried Graf von Lützow zu Drey-Lützow und Seedorf (* 11. September 1852 in Baden bei Wien; † 8. November 1935 in Wien) war ein österreichisch-ungarischer Diplomat.

## Leben
Heinrich Graf von Lützow entstammte dem österreichisch-böhmischen (katholischen) Zweig des ursprünglich in Mecklenburg beheimateten Adelsgeschlechtes derer von Lützow, welcher 1692 in den Grafenstand erhoben wurde. Er trat nach Ablegung der Matura am Schottengymnasium in Wien 1871 zunächst in die österreichisch-ungarische Armee ein und wurde 1872 zum Leutnant im Ulanenregiment Nr. 1 ernannt. 1874 wechselte er in den diplomatischen Dienst als provisorischer Attaché an der Gesandtschaft in Stuttgart, von wo er Anfang 1877 im gleichen Rang nach Dresden an die österreichische Gesandtschaft im Königreich Sachsen versetzt wurde. Nach Ablegung der Diplomatenprüfung mit ausgezeichnetem Erfolg wurde er im Dezember 1877 – obwohl er kein abgeschlossenes Studium aufweisen konnte – definitiv in den diplomatischen Dienst Österreich-Ungarns übernommen.
Zunächst der Gesandtschaft in Brüssel als Gesandtschaftsattaché zugeteilt, wurde er im Juni 1879 an die Gesandtschaft in Den Haag versetzt, wo er Eleonora Baronesse Tuyll van Serooskerken kennenlernte und diese am 27. November 1879 heiratete. Wegen der Heirat erfolgte seine umgehende Rückversetzung nach Brüssel, dann ab Mai 1881 mit dem Titel eines Legationssekretärs an die Botschaft in Rom. 1886 wurde er an die Botschaft in London versetzt, 1887 ebendort zum Legationssekretär ernannt, kam 1891 als Legationsrat nach Paris, bis er schließlich am 4. Dezember 1895 zum „außerordentlichen Gesandten und bevollmächtigten Minister am königlich sächsischen Hof in Dresden und den großherzoglich und herzoglich sächsischen Höfen, dem herzoglichen Hof von Anhalt und den fürstlich Schwarzburgschen und Reußschen Häusern“ ernannt wurde – eine Funktion, die im Gegensatz zur Imposanz ihrer Titulatur beinahe eine Sinekure war, da die österreichisch-ungarische Gesandtschaft in Dresden fast ausschließlich für protokollarische Angelegenheiten im Verkehr des österreichischen und sächsischen Herrscherhauses diente und keinerlei politische Funktionen hatte (diese gingen seit 1871 natürlich über die österreichisch-ungarische Botschaft beim Deutschen Reich in Berlin). Lützow nützte diese Funktion um wichtige Kontakte zu knüpfen und seine durch das wohlwollende Vertrauen seines Ressortchefs, des österreichisch-ungarischen Außenministers (1895–1906) Graf Agenor Gołuchowski unterstützte weitere Karriere vorzubereiten.
Im Februar 1897 präsidierte er als Delegierter Österreich-Ungarns bei der internationalen Sanitätskonferenz in Venedig, Ende 1899 wurde er als „Zweiter Sektionschef“ in das Außenministerium in Wien zurückberufen, zum Geheimen Rat („Exzellenz“) ernannt, und nach knapp zwei Jahren Ende 1901 zum „Ersten Sektionschef“ ernannt. Diese Funktion beinhaltete die oberste administrative Leitung des gesamten Außenministeriums, war also der eines beamteten Staatssekretärs vergleichbar.
Am 7. März 1904 wurde er zum „außerordentlichen und bevollmächtigten Botschafter am königlich italienischen Hof in Rom“ berufen, welche Funktion er bis zum 4. März 1910 innehatte, als er vom nunmehrigen Außenminister Alois Graf Lexa von Ährenthal abberufen und 1911 zur Disposition gestellt wurde. 1913 erfolgte seine Versetzung in den dauernden Ruhestand.
Neben seiner diplomatischen Tätigkeit war Heinrich Graf von Lützow seit 27. Dezember 1909 Mitglied des Herrenhauses des österreichischen Reichsrates auf Lebenszeit und kam dieser Funktion bis zum Untergang der Habsburger-Monarchie im November 1918 gewissenhaft nach. Weiters bekleidete er längere Zeit u. a. die gesellschaftlich einflussreiche Funktion eines Präsidenten im Wiener Jockey-Club. Seinen Landsitz Schloss Strelzhof in der Nähe des Schneebergs musste er allerdings 1920 an die Credit Foncier Auxiliaire AG Zürich verkaufen. Seine Frau, mit der ihn zeitlebens eine sehr glückliche Ehe, welcher drei Töchter entsprossen, verband, starb am 17. Oktober 1934, er überlebte sie nur wenig länger als ein Jahr. Seine für die österreichisch-ungarische Politik, insbesondere gegenüber dem Dreibund-Partner Italien, höchst aufschlussreichen handschriftlichen Memoiren wurden 1971 publiziert.

## Herkunft
Seine Eltern waren Franz von Lützow, Graf von Tuppau und Sachsengrün (* 2. November 1814 in Jičín; † 7. November 1897 in Wien) und dessen Ehefrau Henriette Seymour (* 13. März 1822 in Knockbreda; † 24. März 1909 in Parkstone, England). Sein Bruder Franz  (* 21. März 1849 in Hamburg; † 18. Januar 1881) starb 1881 in London. Seine Schwester Rosa (* 31. März 1850 in Hamburg; † 5. Februar 1927 in Borohrádek, Böhmen) heiratete am 18. September 1869 den Fürsten Alfred zu Salm-Salm.

## Familie
Er heiratete am 27. November 1879 in Wassenaar, einer niederländischen Gemeinde in der Provinz Südholland nördlich von Den Haag die Freiin Eleonore Tuyll von Serooskerken (* 28. September 1855 in Karlsruhe; † 17. Oktober 1934 in Wien). Das Paar hatte mehrere Kinder:
- Nora (* 1. Februar 1891 in Cannes; † 12. Mai 1945 in Königswiesen, Ostpreußen) ⚭ 12. Februar 1924 in Budapest Karl Friedrich Maria Khuen von Belasi, Graf von Khuen-Lützow
- Irene Amy Romola (* 12. Januar 1884 in Rom; † 1. Mai 1980 N.N.) ⚭ Graf Adolf Oswald Dubsky von Trebomyslic (* 30. Juni 1878; † 16. November 1953 in Wasserburg (Bodensee))
- Elsa (* London 8. November 1886; † Wien 10. Oktober 1974) ⚭  8. Jänner 1910  Franz Johann Duclas Graf von Thurn-Valsassina (* Wien 10. Mai 1876; † Wien 26. Juli 1939)

## Bedeutung
Ganz den Anschauungen seines Mentors und väterlichen Freundes, Graf Gołuchowski, verbunden, versuchte Heinrich Graf von Lützow mit viel diplomatischem Feingefühl der doch recht papierenen Allianz des Dreibundes Leben einzuhauchen. Dieses Bemühen fand allerdings unter Gołuchowskis Nachfolger Ärenthal wenig Gegenliebe, da dieser insbesondere alle Vorschläge Lützows, durch eine demonstrative Geste (etwa der Abtretung eines kleinen, immer im Grenzverlauf umstrittenen Gebietes um die Basilika von Aquileja an das Königreich Italien) die österreichkritischen Herzen der Italiener zu gewinnen, als völlig indiskutabel zurückwies. Obwohl daher Lützow in seinem Wirken in der römischen Mission nur eingeschränkte Möglichkeiten hatte, gelang es ihm doch, das Vertrauen und die Zuneigung einflussreicher Kreise zu gewinnen, sodass bei seiner Abberufung der Korrespondent einer Berliner Zeitung meinte: „Möge es nie zu einem törichten Krieg zwischen Italien und Österreich kommen, aber eins ist gewiß: die erste Schlacht haben die Österreicher durch das Scheiden der Lützows von Rom bereits verloren …“
Die Annexion von Bosnien-Herzegowina durch die k.u.k. Monarchie, welche Ärenthal so wichtig schien, wurde von ihm als unheilvolles Präjudiz einer Verletzung des labilen Gleichgewichts am Balkan betrachtet und führte letztendlich auch zu jener Eskalation, welche die Ermordung des österreichischen Thronfolgers Franz Ferdinand zur Folge hatte.

## Schriften
- Euthanasia – A tale of Turf, Tent and Tomb. Routledge, London 1895.
- Im diplomatischen Dienst der k.u.k. Monarchie. Mit einer Einleitung von Reinhard Wittram (Hrsg. Peter Hohenbalken). Verlag für Geschichte und Politik, Wien 1971.